# Companyia Belluguet
La Companyia Belluguet fou una agrupació teatral amateur, creada i dirigida per Lluís Masriera i constituïda per una trentena de membres de la família i amics. Es va crear el 1921 i es mantingué activa fins al 1936. Al llarg dels quinze anys d'existència representà una cinquantena d'obres, amb escenografia de Masriera, com El retaule de la flor (1921), Obsessió (1922), Els tapissos de Maria Cristina (1923), Un idil·li prop del cel (1924), Impressió dels dies sants a Jerusalem (1925) o Els vitralls de Santa Rita (1926), entre d'altres, que van merèixer l'elogi de la crítica, van gaudir del respecte del món teatral i de la consideració internacionals i van fer de la companyia un referent de la vida cultural dels anys vint i trenta. El caràcter restringit de les representacions, així com el seu caràcter familiar, no impedeix que es pugui considerar una companyia de teatre amateur de gran qualitat, tradicional i avantguardista alhora, que fou mereixedora dels premis més destacats del teatre amateur. Després de la guerra reprengué les activitats teatrals en castellà, transformada en la companyia El Teatro de los Artistas, que perdurà fins al 1948.

## Origen i creació de la companyia
La formació de la companyia teatral es produí en l'àmbit familiar. Segons que el mateix Masriera explica, «el dia de Sant Pere de 1920 els meus fills i nebots varen organitzar una representació de ‘Les bodes d'en Cirilo’. Ells mateixos havien pintat les decoracions. L'escenari era un tros de galeria coberta i el pati ple de seients un dormitori. […] Els de casa no ho van fer massa bé, però portaven una empenta i un entusiasme que enmig de les rialles em va fer pensar. Ja s'havien constituït en companyia i aquesta portava el nom de Companyia Belluguet. […] A l'hivern, després d'haver-me nomenat oficialment «director perpetu», varen venir a consultar-me què podien fer.» El gener de 1921 s'estrenà a l'estudi-taller del carrer de Bailèn el primer text de Lluís Masriera, escrit per al grup, La veritable princesa, una peça en vers, d'un sol acte, basada en un conte d'Andersen. I s'acompanyà d'un diàleg, La nineta i el soldat, que Masriera traduí d'una primera versió inicial en castellà i que representà amb la seva filla.
Masriera trobà en la creació i les activitats de la companyia teatral una doble motivació. D'una banda, li oferia la possibilitat d'una formació integral per al jovent –moral i intel·lectual alhora-, que era a més un entreteniment; i també una manera de plasmar el seu talent artístic en una art que les aglutinava totes: la literatura, la dicció, el gest i la dansa, l'escenografia i la música, la indumentària, la plàstica... Ell n'era director d'escena, actor, escenògraf o figurinista, i treballava amb la companyia la disposició en escena, la dicció, el gest, el moviment, per a plasmar el resultat en unes sessions que poden recordar les vetllades d'art dels palaus vuitcentistes.

## El nom i els components del grup

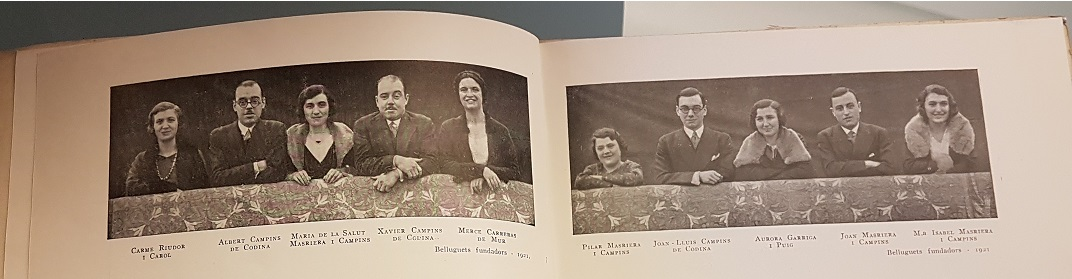
Membres de la Companyia Belluguet. La Veu Punxaguda

Els nens i joves de la família es constituïren en companyia teatral i ells mateixos es posaren el nom. Segons que explica el mateix Masriera, s'inspiraren en el nom amb què es referien a l'automòbil familiarː «teníem un auto, bastant gran, al qual havíem batejat amb els noms de Cristòfol, Belluguet, Massanocorris, i els novells actors varen pensar de prendre el nom de l'auto que els portava a tots.
En un primer moment en formaren part els fills i nebots, més algun altre membre de la família i amics; Lluís Masriera hi incorporà aviat els components del trio musical amb què havia tocat ell mateix: el mestre Enric Roig, violinista, i la professora Teresa Bergay, pianista.
El conjunt de la companyia al llarg dels anys d'existència inclou almenys aquests componentsː com a director, Lluís Masriera; com a sotsdirectors, Paule Subercaze i Joan Garriga Massó; membre fundadors, Mercè Carreras, Mercè Carulla, Maria de la Salut Masriera, Carme Batlle, Àngels Riudor, Carme Riudor, Montserrat Garriga, Carme Garriga, Pilar Masriera, Isabel Masriera, Glòria Garriga, Aurora Garriga, Mercè Garriga, Joaquim Carreres, Manuel Carreres, Manuel Moragas, Joan Masriera. Antoni Campins, Lluis Riudor, Albert Campins, Xavier Campins i Joan Lluis Campins; entre els col·laboradors d'una o altra època, Noel Clarasó, Elvira Batlle, Montserrat Gili, Ramon Sugranyes de Franch, Angel Mur, Pere Arderiu, Maria Dolors Julià, Montserrat Julià, Jordi Garriga, Carme Ferrando...; també hi havia els membres protectors, Clotilde Rosés –vídua Masriera–, Maria Carreres, Joaquim Biosca... I des del començament, tenia com a presidents honoraris Apel·les Mestres i Francesca Bonnemaison.

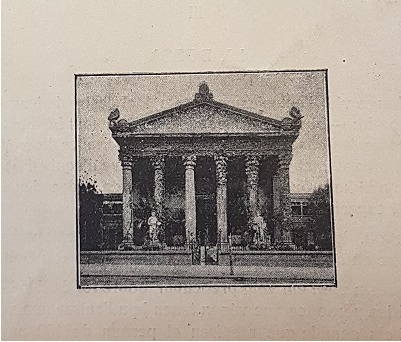
Exterior del Taller Masriera

## La seu
La companyia tingué la seu al Taller Masriera, després transformat en Teatre Studium. Al començament, la sala era encara sense escenari, amb una cortina de domàs antic que feia de teló, i a la primera sessió foren invitades unes 40 persones. A començament de la temporada 23-24, s'anuncien les obres que s'han fet a la sala: «engrandint l'escenari», d'aquesta manera «el director ha resolt tramoia, llum... molt millor que a quasevol teatre». A les representacions s'hi accedia per invitació, tot i que algunes sessions eren obertes als subscriptors de la revista de la Companyia Belluguet.

## La concepció del teatre

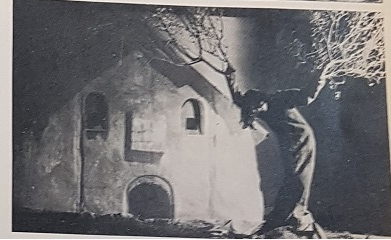
La casa i l'olivera

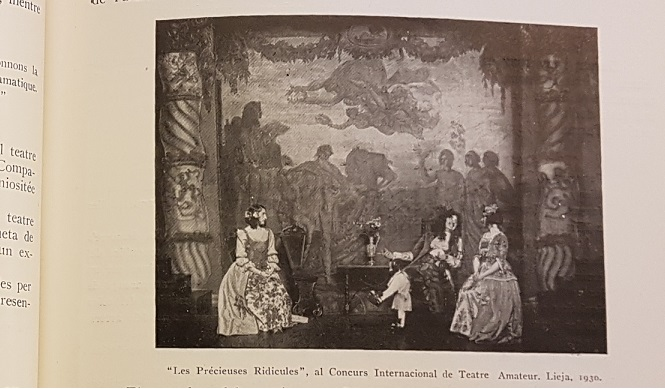
Les precioses ridícules

Masriera concebia la representació teatral com a «hostatge de totes les belles arts» i l'escenografia com una de les branques de la pintura. La seva concepció del teatre el fa buscar la simplicitat i dedicar l'atenció a obtenir un conjunt harmoniós en què els personatges destaquin sobre un fons que no els desdibuixi i que el resultat doni sempre, «en tot el que es pugui, sensació de veritat». Partia de la diferenciació entre el teatre per a comèdia i el teatre per a espectacle –amb altres noms: teatre de figura i teatre de paisatge– essent el primer el més adequat per al teatre amateur i el que Masriera conreàː «Els aficionats podem fer provatures i experiments que als professionals els farien perdre el temps. I en un altre ordre, podem presentar conjunts d'una distinció impossible d'assolir dins la comparseria teatral.»
El teatre de la Companyia Belluguet es presentava a si mateix, depenent de les obres, com a impressionista, d'estil modernista, amb diàlegs romàntics, com un drama simbòlic o bé superidealista... I sempre tenia un rerefons moralitzant.

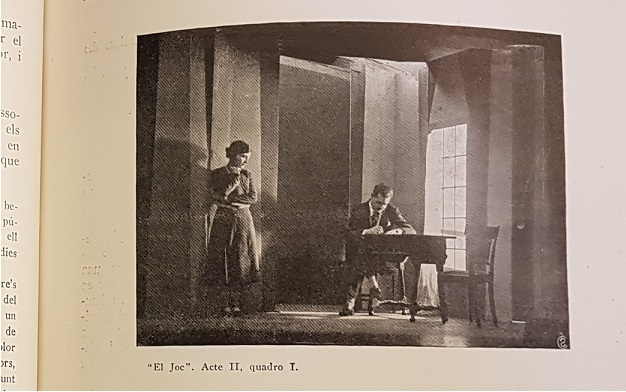
El joc

El valor plàstic que donava a la posada en escena, l'atenció per a llums i ombres i per a la distribució dels personatges en l'espai –un aspecte completament negligit per moltes companyies barcelonines– ja es posava de manifest en les acotacions del text teatralː «L'acció comença a les 7 de la tarda. Pel balcó entra el sol ponent que daura la part alta de les parets», o bé «Davant d'un fons repujat i patinat com els vells retaules, es mouen els personatges [...].En sortir els primers personatges una llum zenital dolça i groguenca els aclareix...». La música i els efectes sonors són també especialment cuidatsː «La campana grossa toca les sis i després una altra campana més llunyana, després una altra i una altra, afeblides per la distància». Les innovacions i experimentacions escèniques hi són habitualsː «A l'escenari una taula parada a l'acabament d'un banquet. ELL i ELLA asseguts de cara al públic. Els altres actors (la clac) per la sala escampats entre els rengles d'espectadors». O béː «La decoració representa un joc de cafè i altres objectes dels que solen quedar damunt les taules desendreçades. La grandària dels objectes pintats ha d'ésser proporcionada als personatges (la de la cafetera uns dos metres i mig) de manera que, per la llei de la comparació, aquests semblin tenir uns 15 centímetres. La Nineta representa una bombonera i ha d'anar vestida com acostumen a vestir, els confiters, aquesta mena de nines. Les cames dins un canó de cartró. El soldat representa de fusta vernissada i té un braç trencat. S'ha de veure la taca que ha deixat la cola en despredre-se-li el braç».

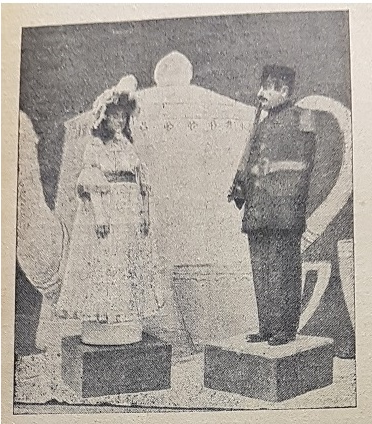
La nineta i el soldat

La sala d'aquest teatre havia de ser relativament petita, perquè s'havia de veure i sentir bé des de qualsevol lloc, i en pendent, per permetre als espectadors veure tota l'escena; un escenari més ample que alt, i amb doble cortina, per permetre tant l'empetitiment del quadre com la tripartició de l'espai escènic com faci falta en cada cas; Masriera l'anomenà «teatre tríptic»

## Premis
El 1925 la maqueta de Lluís Masriera sobre la seva idea del «teatre tríptic» fou guardonada amb el Gran Prix a l'Exposició Internacional de les Arts Decoratives de París i la premsa i la crítica en parlaren amb elogis fervents. Més tard, les mateixes maquetes es presentaren a Nova York, a petició de la International Theatre Exposition. La companyia Belluguet entrà a formar part de la Fédération Internationale des Sociétés Théâtrales d'Amateurs (FISTA), que presidia Claude Roland, alhora que Lluís Masriera n'era nomenat membre d'honor.
Els dies 8 i 9 de juny de 1930 la companyia va participar en el certamen teatral FISTA, a la ciutat de Lieja, entre altres 75 companyies, amb Les precioses ridicules de Molière i El retaule de la flor, que tambe va ser representada en francès. El jurat, que comptava amb la presència de Tristan Bernard com a president i de Jean-Jacques Bernard i Charles Vildrac com a vocals, li va atorgar el primer premi, i va escollir la representació de la Companyia Belluguet per a la sessió de gala, al Teatre Municipal de Lieja. La premsa se’n va fer un amplíssim ressò.

## Publicacions
La companyia teatral va editar tres revistes, que recollien les seves activitats; també publicaven text, repartiment i imatges de les actuacions, així com col·laboracions dels seus redactors: La Veu Punxaguda (mensual, 1922-1928), Esplai (trimestral, 1927-1928) i Anuari de la Companyia Belluguet (1929-1932).

## Estrenes i sessions
La tradició que es va establir era que la temporada comencés el dia de Sant Esteve, amb les estrenes previstes, tot i que de vegades s'havia avançat al mes de novembre. La funció de Sant Esteve era anomenada d'Assaig General; la següent, el dia 29 o 30 de desembre a la nit, Funció de Gala; la següent, per Reis, a la tarda, Repetició. L'estada estiuenca comportava alguna funció i alguna estrena al Teatre Matas, de Sant Andreu de Llavaneres, però normalment al llarg de l'any les representacions es feien habitualment a l'Estudi Masriera –transformat després en Teatre Studium. En ocasions especials la companyia actuà en altres sales, com el Teatre Principal de Palma i el Teatre romà d'Alcúdia, el Palau de la Música i el Teatre Romea, el Teatre Municipal de Lieja, l'Institut de Cultura i Biblioteca Popular de la Dona, i fins i tot el Santuari la Mare de Deu de Lord, en ocasió d'ésser-hi col·locats els dos grans plafons pintats per Masriera.
Les successives temporades inclogueren aquestes sessions, amb les respectives estrenes (o reestrenes, en algun cas)ː
| 1920 | El dia de Sant Pere de 1920: ‘Les bodes d'en Cirilo', de Frederic Soler, Pitarra |
| 1921 | 21 de gener, Estudi Masrieraː La veritable princesa, de Lluís Masriera. Comèdia per a infants en un acte, basada en una rondalla d'Andersen. La nineta i el soldat o El soldadet i la nineta (o La Muñeca bombonera y el Soldado de madera), de Lluís Masriera. Una sàtira contra les noies-nines, inspirada per la idea d'Andersen de cercar l'ànima dins de totes les coses. 8 de maig, Estudi Masriera: La Bossa, de Lluís Masriera (inspirada en La Bourse, d'Honoré de Balzac). Comèdia en quatre actes i tres intermedis dialogats. 26 de desembre, Estudi Masriera: Okaru. Comèdia en tres estampes japoneses. Dedicada al pintor Joan Colom. Lo retaule de la flor, de Lluís Masriera. Visió mística quatrecentista en un acte, on les figures es mouen buscant l'efecte d'un retaule en moviment. Dedicada a Joaquim Folch i Torres. |
| 1922 | 26 de febrer de 1922 (Diumenge de carnaval), Estudi Masriera: La Madame, de Lluís Masriera. Comèdia en dos actes. Situacions còmiques que passen en un taller de modista de Barcelona. Colàs i Blasa, de Lluís Masriera. 5 de juny, Estudi Masriera: Homenatge al gran mestre J. B. Poquelin (Molière): Les précieuses ridicules [en francès], Ballet dels Compliments (o dels Madrigals), La Pastorale comique [en francès]. L'espectacle complet seguia aquest programa: I. Entrada dels personatges de la Cort i de Lluís XIV, II. Les préciouses ridicules, III. El Ballet dels Madrigals, IV. Minuet, V. La Pastoral comique, pantomima amb cant i ball composta per Molière i Lully, VI. Sortida de Lluís XIV. La música que per a la Pastoral escriví Lully restava inèdita i es va obtenir gràcies als treballs de Léo Sachs i de H. Prunières. Execució a càrrec d'un conjunt dirigit per E.Roig. 26 de desembre, Estudi Masriera: Obsessió, de Lluís Masriera. Comèdia d'ambient musical en dos actes amb música de Haydn. Dedicada a Frederic Lliurat. L'obsessió musical del mestre Xànel li impedeix de veure els problemes de casa seva. La reineta s'espera, de Lluís Masriera. Assaig per a un llibret d'òpera. Llegenda en dos actes i un intermedi. Inspirada en alguns quadres de Masriera. |
| 1923 | 1 d'abril, Estudi Masriera: Sota la tenda, de Lluís Masriera. Drama oriental en un acte. Ninots d'infants, de Lluís Masriera. Farsa en un acte a partir d'un dibuix de criatura. L'home dels arços, d'Apel·les Mestres. Llegenda en vers en un acte i tres quadres. Minuet, d'Apel·les Mestres. 26 de desembre, Estudi Masrieraː Els tapissos de Maria Cristina, de Lluís Masriera, espectade compost de sis diàlegs, un drama en tres actes i un sainet, que comprenen Lo Malfiat, el drama en tres tapissos i la farsa final Entremaliadures d'amor. Il·lustracions musicals del mestre Enric Roig, segons els trobaires dels segles xiv i xv. Dedicat a Francesca Bonnemaison. |
| 1924 | 17 de febrer, Estudi Masrieraː Les Mones de Pasqua, de Lluís Masriera. Farsa impressionista en un quadre. 4 de maig, Institut de Cultura i Biblioteca Popular de la Dona. 14 de setembre, Teatre Matas, de Sant Andreu de Llavaneresː El gran duc del Rosselló, de Lluís Masriera. Comèdia inspirada en un conte antic. 16 de novembre, Estudi Masriera, inauguració de la temporada: L'àliga vençuda (Sensació d'independència), de Lluís Masriera. Drama en un acte. Episodi napoleònic a Montserrat. Bilingüe francès-català. Blanc sobre blanc, d'Apel·les Mestres (Nota de color). Comèdia en un acte escrita per a la Companyia Belluguet. Un idilli prop del cel o Pel juny, carabasses, de Lluís Masriera. Comèdia en un acte. Il·lustracions musicals del mestre Eduard Toldrà. |
| 1925 | 1 de febrer. Estudi Masriera (estrenada el 12 de setembre de 1920 a la Sala Matas de Sant Andreu de Llavaneres)ː El marxant emperador o Dos somnis i una realitat, de Lluis Masriera en col·laboració amb el seu cosí Artur Masriera. Música de Concepció Rocha de Davies, Enric Roig i altres. Escenificació d'un conte oriental de Les mil i una nits. Il·lustracions musicals, sota la direcció del professor Antoni Gallardo. Obra en tres actes i set quadres. 5 d'abril (Diumenge de Rams o de Passió 1925) Estudi Masriera. Drames religiososː Impressions dels dies sants a Jerusalem [drama místic en dos quadres, segons els evangelis de Sant Joan i Sant Mateu], de Lluis Masriera. Drama sacre. Direcció musical d'Antoni Gallardo. Obra dedicada a Joan Llimona. L'estella de la creu, de Lluis Masriera. Paràbola en un acte. Drama simbòlic. |
| 1926 | final d'estiu, setembre. Sala Matas, de Sant Andreu de Llavaneresː La porcellana de Sevres, de Lluis Masriera. Quadret a l'estil modernista. Hi ha disbarats que no tenen adob, de Lluis Masriera. Comèdia en tres actes. 26 de desembre, Estudi Masrieraː Els vitralls de Santa Rita, de Lluís Masriera. Música d'Enric Roig. Dansa reconstruïda per Lleonard Guardiola. Espectacle en quatre actes i cinc monòlegs. Al castell de Santa Rita, cansades de la immobilitat de cinc segles, les figures d'uns vitralls gòtics demanen, ansioses de vida, que Santa Rita els atorgui el miracle del moviment. |
| 1927 | 21 de juny, Estudi Masriera. Comiat del curs 1926-27 i agraïment per l'homenatge rebut. Es donen en primera representació les primícies teatrals: Hermes i Cupidó, de Josep Lleonart. Comèdia en un acte dividit en tres quadres, que mostra el triomf de l'Amor entre marxants i nobles. Sota d'un salze, d'Apel·les Mestres. Comèdia. El casament de Santa Cecília, de Mossèn Llorenç Riber. La cinquantena, de Lluís Masriera. Diàleg, acompanyat amb clac. El banquet de les noces d'or d'un matrimoni; en ple homenatge, ve la discussió. 6 de novembre. Estudi Masriera. (Estrenada prèviament a final d'estiu del 1926 a la Sala Matas, de Sant Andreu de Llavaneres)ː Hi ha disbarats que no tenen adob, de Lluis Masriera. Comèdia en tres actes. 'Una incursió al camp del teatre vulgar'. 26 de desembre, Estudi Masrieraː La porcellana de Sevres, de Lluís Masriera. Quadret a l'estil modernista. (Estrenada prèviament a final d'estiu de 1926 a la Sala Matas, de Llavaneres). La casa i I'olivera, de Lluís Masriera. Drama superidealista. En aquesta obra són les coses inanimades les que parlen, en contrast amb el sol personatge protagonista que és l'únic que no parla. Pianista: Mercè Llates. Orfeó dirigit per Magí Romaní.                                                        |
| 1928 | marçː Els temps nous, de Claude Roland (traducció de Maria Masriera). Comèdia en un acte. El retablo de las maravillas, entremès de Miguel de Cervantes. Música de Josep Moya 12 de juny, Teatre Romeaː La rosa marina, de Lluís Masriera. Fantasia oriental, inspirada en Les mil i una nits. Obra en tres actes, dividits en set quadres. |
| 1929 | 8 d'abril, Estudi Masrieraː La sàvia, de Lluís Masriera. Obra en tres actes, un pròleg a la manera de Terenci i un epíleg. Ell en té la culpa, de Josep M. Ribera i Pascual, premiat en el concurs de Diàlegs de saló. 26 d'agost, Santuari de Lordː La llegenda del Piquer i la Piquera, Lluís Masriera. Obra estrenada a Sant Llorenç de Morunys, en ocasió d'ésser col·locats al Santuari de la Mare de Deu de Lord, al bisbat de Solsona, els dos grans plafons pintats per Masriera. L'obra teatral escenifica una llegenda relacionada amb el retaule de la Pietat, de Sant Llorenç de Morunys, pintat per Solives, en el qual figura la imatge dels donants, Joan Piquer (1433-1505) i Margarida Rovira –el Piquer i la Piquera―, recompensats per la seva caritat. 26 de desembre, Estudi Masrieraː El ball de Sceaux, de Lluís Masriera, segons una novel·la d'Honoré de Balzac. Comèdia en tres actes, dividits en sis quadres. |
| 1930 | 23 febrer, Estudi Masriera, Homenatge a Apel·les Mestres: Art i lletres, d'Apel·les Mestres. Comèdia en un acte. Dos artistes —un pintor i un literat― conversen sobre l'art. Al peu del sepulcre, d'Apel·les Mestres. Un jove ric i un artista pobre s'avorreixen i decideixen anar-se'n d'aquest món... 26 de desembre, Estudi Masriera: Sota I'ombrella, de Lluís Masriera. Comèdia en quatre actes. Inspirat en el quadre del mateix Masriera L'ombrel·la japonesa (1920). El joc, de Henri Brochet. Fantasia dividida en cinc quadres. Les peripècies d'un jugador adelerat per aconseguir una fortuna. |
| 1931 | 25 de maig, Estudi Masriera: La festa es fa pel títol, de Lluís Masriera. Caricatura teatral. Un acte dividit en dos quadres. Alegries d'una família en rebre per error un títol nobiliari. 20 de desembre, Estudi Masriera: Fantasia japonesa, de Lluís Masriera. Drama inspirat en el Genji Monogatari de Murasaki Shikibu, amb il·lustracions musicals del mestre Robert Gerhard. Obra en dos actes dividits en sis quadres. El drama de I'home que fa nosa, de Lluís Masriera. Drama en un acte dividit en dos quadres. Elegia d'un vell músic que esdevé un destorb per a la joventut desagraïda. |
| 1932 | 23 de maig, Palau de la Música: El juez de los divorcios, El retablo de las maravillas i La guarda cuidadosa, de Miguel de Cervantes. Els entremesos de Cervantes 2 de juliol, Teatre romà d'Alcúdia, dins de les celebracions del centenari de Goethe: Ifigènia a Tàurida, de Goethe (traducció de Joan Maragall) |
| 1933 | novembre, Teatre Studium: La mitja taronja, de Josep M. Arnau, en commemoració del centenari de la Renaixenca. |
| 1934 | 22 de gener, Teatre Studium: Ànimes per fora. Comèdia en un acte estrenada l'1 de setembre de 1923. Tres sàtires: L'infeliç diputat, L'antesala de l'alcalde i El Monument. |
| 1935 | 30 de març, Teatre Studium (prevista inicialment per al febrer de 1935)ː Les gàrgoles de la Seu, de Lluís Masriera. Drama en un acte, tres episodis i un final. |
| 1936 | gener de 1936, Teatre Studiumː Un episodi durant el Terror, de Balzac. Adaptació escènica de Lluís Masriera. Donya Sol (no-passa-res), de Lluís Masriera. En un quadre. 21 de maigː El Tossut, el pesat i l'indecís, de Lluís Masriera. Comèdia en tres actes, el segon dividit en dos quadres. |